# Ротич, Фергюсон
Фергюсон Черуйот Ротич (род. 30 ноября 1989, Керичо, Рифт-Валли) — кенийский легкоатлет, специализируется в беге на 800 метров. Призёр чемпионата мира 2019 года. 

## Карьера
Спортивную карьеру начал в 2013 году. 12 июня выиграл международные соревнования Meeting Grand Prix IAAF de Dakar с результатом 1.45.40. 13 июля занял 2-е место на чемпионате Кении и вошёл в состав сборной Кении на чемпионат мира в Москве. 19 июля выступил на этапе Бриллиантовой лиги Herculis, на котором занял последнее 8-е место. На чемпионате мира он вышел в полуфинал, однако во время полуфинального забега нарушил правила и был дисквалифицирован. 29 августа стал бронзовым призёром "Мирового класса в Цюрихе" — 1.44,39.
В сезоне 2015 года впервые выступил на международной арене 15 мая на Qatar Athletic Super Grand Prix, где финишировал на 2-м месте —1.44,53. 1 августа 2015 года выиграл отборочный чемпионат Кении и вошёл в состав сборной на чемпионат мира в Пекин.
На предолимпийском чемпионате мира, который состоялся в Катаре в 2019 году, кенийский спортсмен на дистанции 800 метров в финале прибежал к финишу третьим, показав результат 1.43,82 и стал бронзовым призёром мирового первенства.